# Akelarre
Akelarre — блочный шифр, разработанный коллективом испанских авторов и представленный на SAC в 1996 году; объединяет основную разработку IDEA с концепциями от RC5. Название akelarre также используется в баскском языке для обозначения собрания ведьм.

## Описание
Akelarre является 128-битным блочным шифром. При этом длина ключа переменная, должна быть кратной 64 битам; число проходов шифрования так же является изменяемым параметром. Оптимальные значения, предложенные авторами — 128-битный ключ и 4 раунда.
Функция шифрования в Akelarre структурно похожа на представленную в IDEA. Однако между этими шифрами в целом есть ряд существенных отличий: так, в IDEA используется 16-битный размер слова, а не 32-битный, также различается набор используемых примитивных операций. В Akelarre применяются:
- сложение по модулю {\displaystyle 2^{m}};
- побитовое исключающее ИЛИ (XOR);
- операции циклического сдвига влево на переменное число бит ({\displaystyle x\lll y}).

Именно использование циклического сдвига на переменное число битов определяет схожесть этого алгоритма с RC5. Все перечисленные операции относятся к различным алгебраическим группам и несовместимы в том смысле, что для любой пары из них не выполняются ассоциативный и дистрибутивный законы. Это позволяет скрыть все существующие взаимосвязи между открытым и зашифрованным текстами и ключом, затруднив криптоанализ.

## Алгоритм работы

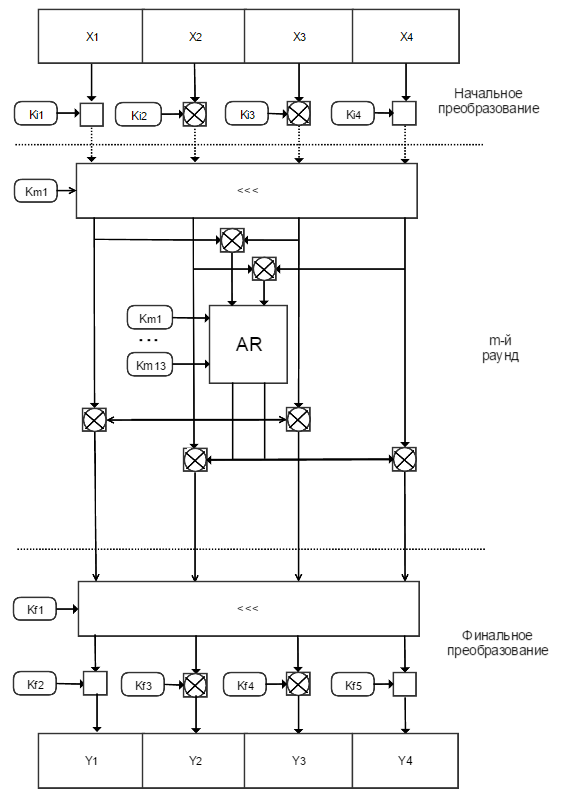
Структура алгоритма Akelarre

Структурно алгоритм может быть разделен на две подчасти:
1. Алгоритм шифрования/дешифрования.
2. Алгоритм расширения ключа, вводимого пользователем.

### Шифрование
Сперва открытый текст X разбивается на 128-битные блоки, каждый из которых в свою очередь разбивается на 4 субблока X1…X4, к которым уже применяется первичное преобразование. Вся процедура шифрования происходит в три этапа.
- Входное преобразование состоит в сложении по модулю {\displaystyle 2^{32}} фрагментов расширенного ключа Ki1, Ki4 соответственно с субблоками X1, X4 и применении побитового исключающего ИЛИ (XOR) к фрагментам расширенного ключа Ki2, Ki3 и субблокам X2, X3 соответственно. Эти преобразования необходимы для предотвращения последствий возможного попадания на вход последовательности из всех нулей или всех единиц, а также для затруднения проведения атаки на шифр методом дифференциального криптоанализа(см. weak key[англ.]).
- Раунды шифрования:

1. В начале работы каждого из {\displaystyle r} раундов происходит циклический сдвиг 128-битного блока, получающегося в результате объединения субблоков, образованных в результате входного преобразования или предыдущего раунда; на {\displaystyle m}-ом раунде ({\displaystyle m=1,2,\ldots ,r}) переменное число битов, задающих сдвиг, определяется младшими битами фрагмента ключа Km1, формируемого в результате процедуры расширения ключа.
2. На следующем этапе 128-битный блок снова разбивается на 4 субблока по 32 бита, и вычисляются побитовые ИЛИ для пары из первых двух, а затем и для пары последних двух блоков. Дальнейшие преобразования полученных в результате блоков С1, С2 определяются работой AR-модуля (addition-rotation structure). Структура модуля представляет собой два столбца: С1 подается на вход первого, С2 — второго. Для С1:
  - Первый 31 бит С1 циклически сдвигается влево (величина сдвига определяется 5 младшими битами С2).
  - Полученный на предыдущем шаге результат складывается по модулю числа {\displaystyle 2^{32}} с одним из фрагментов расширенного ключа Km8.
  - Последний 31 бит выходного блока предыдущего шага циклически сдвигается влево аналогично шагу 1.
  - Получившийся на предыдущем шаге 32-битный блок складывается по модулю числа {\displaystyle 2^{32}} с субключом Km9 аналогично шагу 2.
  - Старший 31 бит выходного блока предыдущего шага циклически сдвигается влево как в шаге 1.
  - Получившийся на предыдущем шаге 32-битный блок складывается по модулю числа {\displaystyle 2^{32}} с субключом Km10 как в шаге 2.
  - Шаги с 3 по 6 повторяются до тех пор, пока не будет осуществлено в общей сложности 7 сдвигов и 6 суммирований с субключами.

Аналогично обрабатывается С02, только с использованием ключей Km2…Km7.
Из полученных в результате работы модуля блоков D1, D2 путем сложения с блоками, образованными разбиением 128-битного блока в начале раунда, формируются 4 выходных значения раунда (каждый из X1, X3 суммируется с D1, а каждый из X2, X4 — с D2). Применение побитового сдвига не ко всему блоку, а только к 31 биту сделано, чтобы избежать возможной идентичности выходного и входного результатов, которая может наблюдаться при использовании составных чисел.
- Во время финального преобразования осуществляется циклический сдвиг образованного конкатенацией полученных после конечного раунда подблока 128-битного блока влево на количество битов, определяемое 7 последними битами подключа Kf1, после чего получившийся блок разбивается на 32-битные подблока, к которым применяются операции, аналогичные операциям входного преобразования, но уже с ключами Kf2…Kf5[7].

### Расшифрование
Алгоритм расшифрования в сущности организован тем же образом, что и используемый для шифрования, только подключи генерируются уже на основе ключей шифрования. Соответствие между ключами для шифрования и для расшифрования имеет следующий вид (здесь начальное преобразование понимается как нулевой раунд, а финальное преобразование — как (r+1)-й раунд):
| Раунд                    | Ключи, используемые при шифровании                          | Ключи, используемые при дешифровании                                          |
| ------------------------ | ----------------------------------------------------------- | ----------------------------------------------------------------------------- |
| Начальное преобразование | {\displaystyle K_{01},K_{02},K_{03},K_{04}}                 | {\displaystyle -K_{(r+1)2},K_{(r+1)3},K_{(r+1)4},-K_{(r+1)5}}                 |
| 1-й раунд                | {\displaystyle K_{11},K_{12},K_{13}...K_{1(13)}}            | {\displaystyle (K_{(r+1)1})^{-1},K_{r2},K_{r3}...K_{r13}}                     |
| 2-й раунд                | {\displaystyle K_{21},K_{22},K_{23}...K_{2(13)}}            | {\displaystyle (K_{r1})^{-1},K_{(r-1)2},K_{(r-1)3}...K_{(r-1)13}}             |
| m-й раунд                | {\displaystyle K_{m1},K_{m2},K_{m3}...K_{m13}}              | {\displaystyle (K_{(r+2-m)1})^{-1},K_{(r+1-m)2},K_{(r+1-m)3}...K_{(r+1-m)13}} |
| r-й раунд                | {\displaystyle K_{r1},K_{r2},K_{r3}...K_{r13}}              | {\displaystyle (K_{21})^{-1},K_{12},K_{13}...K_{1(13)}}                       |
| Финальное преобразование | {\displaystyle K_{(r+1)1},K_{(r+1)2},K_{(r+1)3},K_{(r+1)4}} | {\displaystyle (K_{11})^{-1},-K_{01},K_{02},K_{03},-K_{04}}                   |

### Расширение ключа
Для возможности работы алгоритма требуется ключ, состоящий по меньшей мере из хотя бы 22 субблоков по 32 бита (704 бита). Дальнейшее описание соответствует применению алгоритма к 128-битному ключу:
1. Пользовательский ключ разбивается на 8 частей по 16 битов k1…k8.
2. Каждый отдельный фрагмент возводится в квадрат с получением 32-битного значения, и происходит суммирование по модулю числа {\displaystyle 2^{32}} получившихся значений отдельно с каждой из констант a1, a2; в результате на основе каждого из исходных ключей ki1 образуется по два временных значения Kti и K'ti. Константы должны быть подобраны из соображений избежать возможного образования ключа, состоящего из одних нулей. Авторами предложены a1=A49ED284H и a2=73503DEH[10].
3. Из полученных на предыдущем шаге временных значений формируются фрагменты предварительного расширенного ключа Ke1…Ke8. Каждый из этих фрагментов является результатом конкатенации 8 младших и 8 старших битов K'ti, а также 8 младших и 8 старших битов Kti; 16 же битов, располагающиеся в середине каждого из временных значений, обрабатываются уже схожим с обработкой k1…k8 образом для получения новых значений фрагментов расширенного ключа[11].
4. Ключи, используемые в начальном преобразовании (Ki1…Ki4), работе AR-модуля (Km1…Km13 для каждого из m раундов) и финальном преобразовании (Kf1…Kf5) заполняются поочередно формируемыми в ходе работы алгоритма значениями Ke1…Ke8[12].

## Устойчивость
Уже спустя год после того, как шифр был представлен, в работе Нильса Фергюсона и Брюса Шнайера была осуществлена атака, позволяющая осуществить взлом на основе выборки из не более, чем 100 открытых текстов. Атака происходит в 4 этапа: в первых двух происходит восстановление начального и финального преобразований битов субключей, а следующие два используют уязвимости схемы расширения ключа, причем с увеличением числа раундов в алгоритме резко увеличивается и количество информации, которое может быть получено о работе схемы. Сложность организации AR-модуля в силу его свойств (свойства четности) нисколько не затрудняет взлом. В той же работе приводится и ещё одна атака, в которой дополнительно использование дифференциальной характеристики алгоритма позволяет сократить число необходимых операций в итоге до {\displaystyle 2^{32}}.
Ещё одна работа, в которой с успехом был осуществлен криптоанализ Akelarre, принадлежит Ларсу Кнудсену и Винсенту Риджмену. Они описывают две возможные атаки: одна основана на использовании открытого текста, другая позволяет раскрыть ключ используя только зашифрованный текст и некоторую информацию об открытом тексте — в частности, достаточно знать, что это текст на английском языке в ASCII-кодировке. Так же, как и атаки, предложенные в работе Фергюсона и Шнайера, атаки, предложенные в этой работе, не зависят от числа раундов алгоритма или размера ключа, а атака, использующая только шифротекст, относится к числу наиболее практически применимых, так как уже одного прослушивания канала достаточно для её проведения.

## Значение
Задуманный как алгоритм, успешно сочетающий в себе элементы двух надежных и широко известных алгоритмов IDEA и RC5 и обладающий сложной архитектурой, Akelarre не продемонстрировал высокой криптостойкости, чем наглядно показал, что не всегда объединение компонентов двух хорошо защищенных алгоритмов дает в итоге надежный новый. Как сказано в названии одной из исследовавших алгоритм работ:

Два плюса иногда дают минус.
Оригинальный текст (англ.)Two rights sometimes make a wrong.

## Модификации
После успешного криптоанализа Akelarre его проектировщики представили обновлённый вариант, названный Ake98. Этот шифр отличается от оригинального Akelarre новой AR-box (Addition-Rotation box), перестановкой слов, осуществляемой в конце прохода шифрования, а также добавлением подключей в начале каждого прохода шифрования. При этом такие параметры, как размер ключа и размер блока, остались, как и прежде, регулируемыми, но их минимальный размер создателями не определён. AR-модуль работает в новой версии как генератор псевдослучайных чисел.
В 2004 году Хорхе Накаара младший и Даниэль Сантана де Фреита нашли большие классы слабых ключей для Ake98. Эти слабые ключи позволяют анализировать быстрее, чем полным перебором, используя только 71 известный фрагмент текста для 11,5 проходов шифрования в Ake98. Кроме того, в этой же работе была осуществлена оценка производительности алгоритма, которая показала, что хотя и для числа раундов 25,5 или большего алгоритм не имеет слабых ключей, он оказывается в 4 раза медленнее IDEA, в 8 раз медленнее AES, и в 14 раз — RC6.